# Kullerstad
Kullerstad är kyrkbyn i Kullerstads socken i Norrköpings kommun i Östergötlands län. By ligger i östra utkanten av Skärblacka och en bit söder om Glan.
i byn återfinns Kullerstads kyrka.